# Bonów (powiat świdnicki)
Bonów – kolonia w Polsce położona w województwie lubelskim, w powiecie świdnickim, w gminie Trawniki.
W latach 1975–1998 miejscowość administracyjnie należała do ówczesnego województwa lubelskiego.
Kolonia jest sołectwem w gminie Trawniki. Według Narodowego Spisu Powszechnego z roku 2011 kolonia liczyła 279 mieszkańców.

## Historia
We wsi mieszkają przesiedleńcy z dawnej wsi Bonów (obecnie nieistniejącej), która znajdowała się w gminie Gołąb, powiat puławski. W 1936 ludność wsi Bonów przesiedlono na grunty wsi Siostrzytów oraz w okolice Bychawy, a na jej terenie miał powstać poligon Szkoły Podchorążych Lotnictwa w Dęblinie.